# Novi Marof

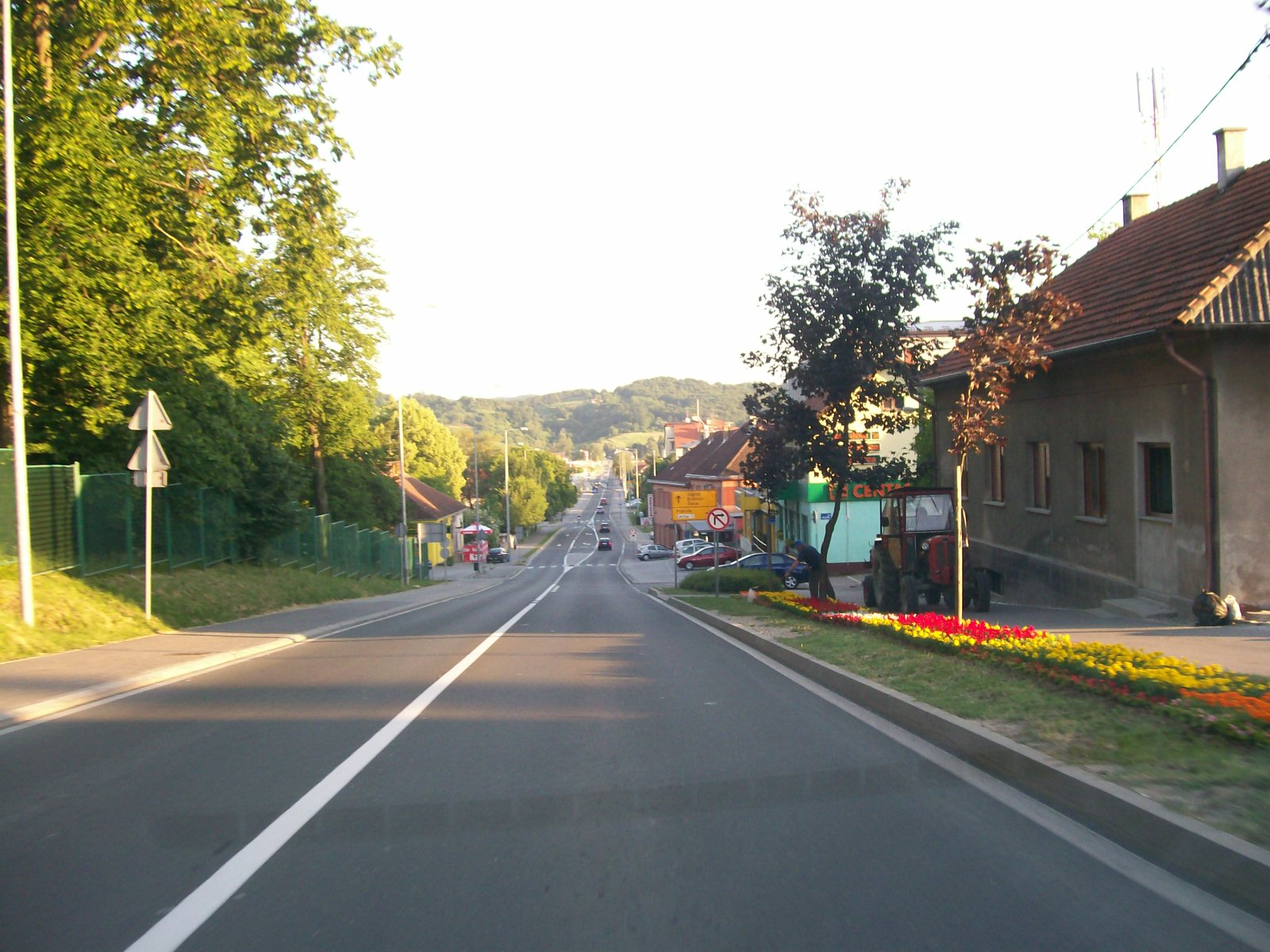
Stadtzentrum von Novi Marof.

Novi Marof ist eine Stadt und Gemeinde in der Gespanschaft Varaždin in Kroatien.

## Geographie

### Lage
Novi Marof liegt auf etwa 200 m. i. J. im Süden der Gespanschaft Varaždin. Das Stadtzentrum liegt in einer Ebene, die vom Bach Bednja durchflossen wird und von hügeligen Regionen umgeben ist und zwar der Ivanščica, einem Teil des Hrvatsko Zagorje im Westen und den Kalničko prigorje im Osten und Süden.
Varaždin befindet sich etwa 16 km nördlich und Zagreb ca. 48 km südwestlich. An der Stadt vorbei führt die Autobahn A4, über die Anschlussstelle Novi Marof kann diese befahren werden.

### Gemeindegliederung
Die Gemeinde umfasst 23 Ortschaften (Einwohnerzahlen Stand 1. Januar 2011):
- Bela, 62
- Donje Makojišće, 526
- Filipići, 122
- Gornje Makojišće, 400
- Grana, 526
- Jelenščak, 213
- Kamena Gorica, 232
- Ključ, 928
- Krč, 418
- Madžarevo, 910
- Možđenec, 677
- Novi Marof, 1956
- Orehovec, 297
- Oštrice, 452
- Paka, 81
- Podevčevo, 737
- Podrute, 421
- Presečno, 893
- Remetinec, 1477
- Strmec Remetinečki, 511
- Sudovec, 350
- Topličica, 207
- Završje Podbelsko, 850

### Nachbargemeinden
| Ivanec     | Beretinec, Sveti Ilija                      | Gornji Kneginec, Varaždinske Toplice |
| Budinščina | Kompassrose, die auf Nachbargemeinden zeigt | Ljubeščica                           |
| Hrašćina   | Breznički Hum, Visoko                       | Gornja Rijeka                        |